# John Patrick Williams

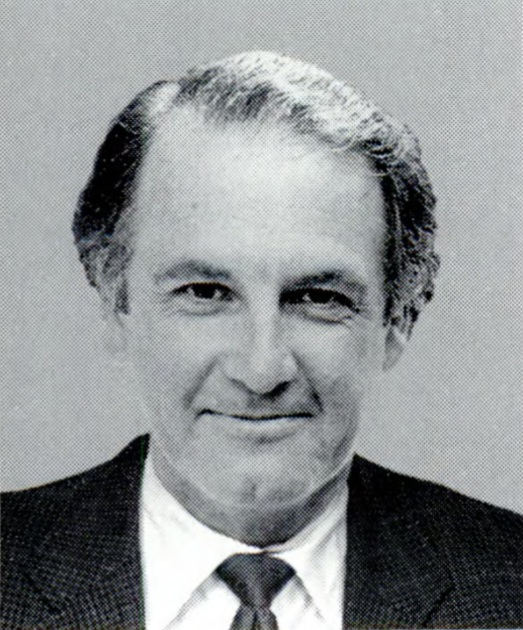
John Patrick Williams

Pat Williams (* 30. Oktober 1937 in Helena, Montana; † 25. Juni 2025) war ein US-amerikanischer Politiker (Demokratische Partei). Von 1979 bis 1997 vertrat er den Bundesstaat Montana im US-Repräsentantenhaus.

## Leben
Pat Williams besuchte die öffentlichen Schulen seiner Heimat. Danach setzte er seine Ausbildung 1956 und 1957 an der University of Montana sowie später an der University of Denver in Colorado fort. Von 1961 bis 1969 war er Mitglied der Nationalgarde. Später arbeitete er als Lehrer.
Williams wurde Mitglied der Demokratischen Partei. Von 1967 bis 1969 war er Abgeordneter im Repräsentantenhaus von Montana. Von 1969 bis 1971 war er Assistent des Kongressabgeordneten und US-Senators John Melcher. Von 1972 bis 1978 war er Mitglied einer Beraterkommission des Gouverneurs von Montana. Bei den Kongresswahlen des Jahres 1978 wurde Williams als Nachfolger des in den Senat gewechselten Max Baucus in das US-Repräsentantenhaus gewählt. Vier Jahre zuvor hatte er bei der Primary der Demokraten noch gegen Baucus verloren. Nach einigen Wiederwahlen, bei denen er in der Regel auf einen Stimmenanteil von 60 Prozent kam, konnte Williams dieses Mandat zwischen dem 3. Januar 1979 und dem 3. Januar 1997 ausüben, ehe er nicht mehr zur Wiederwahl antrat. Er setzte sich für den Umweltschutz, eine höhere Besteuerung für Unternehmen und eine Kürzung des Verteidigungshaushalts ein. Danach unterrichtete er an der University of Montana. 